# Вейнрайт (Оклахома)
Вейнрайт (англ. Wainwright) — місто (англ. town) в США, в окрузі Маскогі штату Оклахома. Населення — 93 особи (2020).

## Географія
Вейнрайт розташований за координатами 35°36′48″ пн. ш. 95°33′56″ зх. д. / 35.61333° пн. ш. 95.56556° зх. д. (35.613399, -95.565613).  За даними Бюро перепису населення США в 2010 році місто мало площу 0,74 км², уся площа — суходіл.

## Демографія
Згідно з переписом 2010 року, у місті мешкало 165 осіб у 61 домогосподарстві у складі 45 родин. Густота населення становила 224 особи/км².  Було 70 помешкань (95/км²).
Расовий склад населення:
| - 71,5 % — білих - 10,3 % — корінних американців |

До двох чи більше рас належало 18,2 %. Частка іспаномовних становила 0,0 % від усіх жителів.
За віковим діапазоном населення розподілялося таким чином: 27,3 % — особи молодші 18 років, 57,5 % — особи у віці 18—64 років, 15,2 % — особи у віці 65 років та старші. Медіана віку мешканця становила 36,1 року. На 100 осіб жіночої статі у місті припадало 106,2 чоловіків;  на 100 жінок у віці від 18 років та старших — 90,5 чоловіків також старших 18 років.
Середній дохід на одне домашнє господарство  становив 35 077 доларів США (медіана — 21 458), а середній дохід на одну сім'ю — 35 276 доларів (медіана — 28 750). За межею бідності перебувало 52,6 % осіб, у тому числі 61,0 % дітей у віці до 18 років та 6,3 % осіб у віці 65 років та старших.
Цивільне працевлаштоване населення становило 48 осіб. Основні галузі зайнятості: виробництво — 27,1 %, будівництво — 16,7 %, транспорт — 12,5 %, публічна адміністрація — 12,5 %.